# 费尔南多·科达·马克斯
费尔南多·科达·马克斯（葡萄牙語：Fernando Codá Marques，1979年10月8日—），巴西数学家，普林斯顿大学教授。
主要研究领域是微分几何、几何偏微分方程以及广义相对论。